# 大包穴
大包穴（だいほうけつ）は、足の太陰脾経に所属する21番目の経穴である。脾の大絡である。

## 部位
腋窩中央の下6寸、中腋窩線上の肋間、腋窩横紋中央と第11肋骨端、第6肋間に取穴する

## 名前の由来
包には一括、統括などの意味を持ち、陰陽の諸経を統括し、臓腑や四肢を灌漑するため、全身にくまなく栄養を与える働きがあるから名づけられた。

## 効能
胸肋満、気喘、全身疼痛、四肢無力、翼状肩甲に使われる。　